# Sloop John B
Sloop John B ist ein Popsong der Beach Boys aus dem Jahr 1966. Der Millionenseller geht auf einen karibischen Folksong von 1917 zurück.

## Entstehungsgeschichte
Sowohl Text als auch Titel haben sich im Verlauf der Jahre mehrfach verändert. John B. Sails wird als Folksong in dem 1917 veröffentlichten Roman Pieces of Eight von Richard Le Gallienne zitiert. Die Zitatstelle lässt allerdings offen, ob der Song eigens für den Roman geschaffen wurde oder bereits vorher existiert hat. Letzteres ist anzunehmen, da Le Gallienne den Liedtext zuvor mit einer weiteren Strophe im Magazin Harper’s präsentierte. Danach wurde er 1927 in der Folkssammlung von Carl Sandburg berücksichtigt.
Die erste Plattenaufnahme stammt als Außenaufnahme („Field recording“) von Musikforscher Alan Lomax, als dieser im Juli 1935 die Cleveland Simmons Group mit Histe up the John B. Sails in Old Bight Cat Island (Bahamas) aufnahm. Nach dieser Aufnahme geriet der Folksong für einige Zeit in Vergessenheit. Ein weiteres Mal ist das Musikstück in Alan Lomax’ Buch Folksongs of North America 1944 verzeichnet (Seite 530 als # 280).
Das englische Wort Sloop bezeichnet zum einen verschiedene Typen von kleineren Kriegsschiffen (Sloop-of-war, siehe Sloop), zum anderen kleinere einmastige Schiffe mit Schrattakelung (Slup). In der Karibik wurden diese einmastigen Schiffe mit gewöhnlich zwei Mann Besatzung zum Gütertransport zwischen den Inseln eingesetzt. Der Schiffsname „John B“ stand für Kapitän John Bethel, einem der ersten walisischstämmigen Siedler auf Eleuthera. Der Originaltext des tragisch-komischen Songs handelt von einem mit zwei Passagieren besetzten Schiff, die betrunken in Streit geraten und einen Hafen herbeisehnen. Die besungene Schaluppe sank um 1900 in der Nähe von Governor’s Harbour, der Verwaltungshauptstadt von Eleuthera. Das Wrack wurde 1926 vor Nassau entdeckt und hatte Sandburg veranlasst, das Lied in seine Sammlung aufzunehmen.

## Frühe Coverversionen

Weavers - The Wreck of the John B

Alphonso „Blind Blake“ Higgs & His Royal Victoria Hotel Calypso Orchestra - John B. Sail

Jimmie Rodgers - The Wreck of the John B

Titel und Text des als Shanty zu qualifizierenden Songs machten eine Reihe von Morphologien durch, nachdem die Folkgruppe The Weavers den Song am 3. November 1950 unter dem Titel (The Wreck of the) John B (Decca #27332) aufgenommen hatte. Lee Hays von den Weavers hatte den urheberrechtsfreien Public-Domain-Song adaptiert, sodass fortan Carl Sandburg und Lee Hays häufig als Komponisten auftauchen.
Erste Coverversion war die Single vom karibischen Gitarristen und Calypsosänger Alphonso „Blind Blake“ mit seinem Royal Victoria Hotel Calypso Orchestra, der sie als John B. Sail 1952 aufgriff (Art Records #2) und lediglich den Refrain adaptierte. Stan Wilson nahm ihn am 10. August 1955 für die LP Ballads and Calypsos auf (Verve MGV #2019), Terry Gilkyson & the Easy Riders folgten unter dem Titel Send for de Captain (LP Marianne and Other Songs, Columbia #C-990; März 1957).
Das Kingston Trio berücksichtigte ihn als Wreck of the John B auf seiner Debüt-LP The Kingston Trio (Titel aufgenommen am 5. Februar 1958; veröffentlicht am 2. Juni 1958; Capitol #996) und blieb bei den calypso-ähnlichen Wurzeln des Originals. Johnny Cash änderte den Titel zu I Want to Go Home (aufgenommen am 12. März 1959, veröffentlicht im September 1959 auf der LP Songs of Our Soil; Columbia CS-8148).
Jimmie Rodgers kehrte zu einer früheren Titelversion The Wreck of the John B zurück (LP At Home With Jimmie Rodgers, Juni 1960; Roulette #4260), Lonnie Donegan adaptierte ihn als I Wanna Go Home (aufgenommen im Februar 1960, veröffentlicht im Mai 1960; Pye #7N 15267), die Tokens brachten ihn unter dem Titel Wreck of the John B heraus (LP The Lion Sleeps Tonight, Dezember 1961; RCA Victor #2514), die Brothers Four titulierten mit John B Sails (LP The Big Folk Hits, Oktober 1963; Columbia #2033), Jerry Butler verkürzte auf John B (LP Folk Songs, März 1963; Vee Jay #1057), die britischen Them verfremdeten zu Go On Home Baby (LP The Angry Young Them, Juni 1965; Decca LK #4700) oder Barry McGuire griff wieder auf Sloop John B zurück (LP Eve of Destruction; September 1965; Dunhill #50003).

## Version der Beach Boys

Beach Boys - Sloop John B

Während der am 12. Juli 1965 beginnenden Aufnahmesession zum Album Pet Sounds schlug Folkliebhaber Alan Jardine seiner Gruppe Beach Boys vor, den Song ebenfalls aufzugreifen; Produzent und Gruppenmitglied Brian Wilson wollte den 3 Akkorde umfassenden Song des Kingston Trios jedoch zunächst nicht aufnehmen. Bereits am 12. Juli 1965 entstand bei Western Recorders die 14 Takes erfordernde Musikspur, sie wurde jedoch für einige Zeit nicht weiterbearbeitet. Als Begleitmusiker spielten unter Toningenieur Chuck Britz Jay Migliori (Klarinette), Steve Douglas und Jim Horn (Flöten), Frank Capp (Glockenspiel), Carol Kaye (Fender-Bass), Lyle Ritz (Kontrabass), Al Casey und Jerry Cole (Gitarren), Al De Lory (Orgel), Jack Nimitz (Baritonsaxophon) und Hal Blaine (Schlagzeug) mit.
Die eigentlichen Arbeiten zum Album begannen erst am 1. November 1965. Im Dezember 1965 bat Brian Wilson den Sessiongitarristen Billy Strange, den bereits aufgenommenen Gitarrenpart der bestehenden Musikspur zu Sloop John B zu überspielen, was erst am 22. und 29. Dezember 1965 geschah. Da Strange ohne Gitarre anreiste, kaufte ihm Wilson eine 12-saitige Fender-Stratocaster-Gitarre mit Verstärker, die er Strange zusammen mit 500 US-Dollar für die Session überließ.
Aus dem Album wurde Sloop John B als Single ausgekoppelt und am 21. März 1966 veröffentlicht. Die Single verkaufte innerhalb von zwei Wochen 500.000 Stück, drang bis auf Rang 3 der US-Pop-Hitparade vor und wurde weltweit mehr als eine Million Mal verkauft. In neun anderen Ländern, darunter Deutschland, Österreich und die Schweiz, erreichte sie die Topposition. Sloop John B wurde als 7. Track auf dem Album Pet Sounds platziert, das nach Veröffentlichung am 16. Mai 1966 zunächst schwache Umsätze erzielte; Columbia Records beantragte erst Ende 1999 bei der RIAA den Goldstatus und wies hierfür Verkaufszahlen von 670.000 Exemplaren seit 1986 nach. Es dauerte 34 Jahre bis zum 11. Februar 2000, bis die RIAA dem einflussreichen Album den Goldstatus verlieh – ein Novum in der Musikindustrie.

## Weitere Coverversionen
Auch nach dem Erfolg der Beach Boys erschienen viele weitere Versionen des Liedes. Coverinfo listet 55 auf. Das Duo Peter & Alex brachte 1966 zeitnah die deutsche Fassung mit dem Titel Wir wollen nach Haus‘ auf den Markt (Polydor #52674) und war damit erster Vorläufer der vielen deutschen Versionen mit anderen Titeln und Texten wie beispielsweise Die Party ist aus von Phil & John aus dem Jahr 1973. Wir wollen nach Haus gehörte bei der Bundeswehr mit abgeändertem Text bald zu den Abgängerliedern. Bruce Low sang eine solche deutsche Textvariante unter dem ursprünglichen Titel Sloop John B.
Einen ganz anderen Akzent setzte 1980 Paola. In ihrer Version ist John B ein jugendlicher Mädchenheld, dessen für die Zukunft erwartete Wandlung zum biederen Familienvater mit ironischem Augenzwinkern erzählt wird. Später erschienen erneut mehrere englischsprachige Fassungen. Van Morrison, Lonnie Donegan und Chris Barber brachten den Song auf ihrer CD Skiffle Sessions als I Wanna Go Home (aufgenommen live am 20. und 21. Januar 1998 in Belfast, veröffentlicht im Januar 2000) heraus. Zu erwähnen sind ferner Me First and the Gimme Gimmes (März 2001) und die Simple Minds (Mai 2009).